# 裂叶榆
裂叶榆（学名：Ulmus laciniata）是榆科榆属的植物。分布在俄罗斯、朝鲜、日本以及中国大陆的黑龙江、河北、陕西、内蒙古、吉林、辽宁、山西、河南等地，生长于海拔700米至2,200米的地区，多生在山地、谷地和溪边之林中，目前尚未由人工引种栽培。
其种加词“laciniata”来源于拉丁文“lacinia”，意为“棱角”、“裂叶的”。

## 别名
青榆、大青榆、麻榆（河北） 大叶榆、粘榆（东北） 尖尖榆（山西翼城）